# Östlicher Quendelbläuling

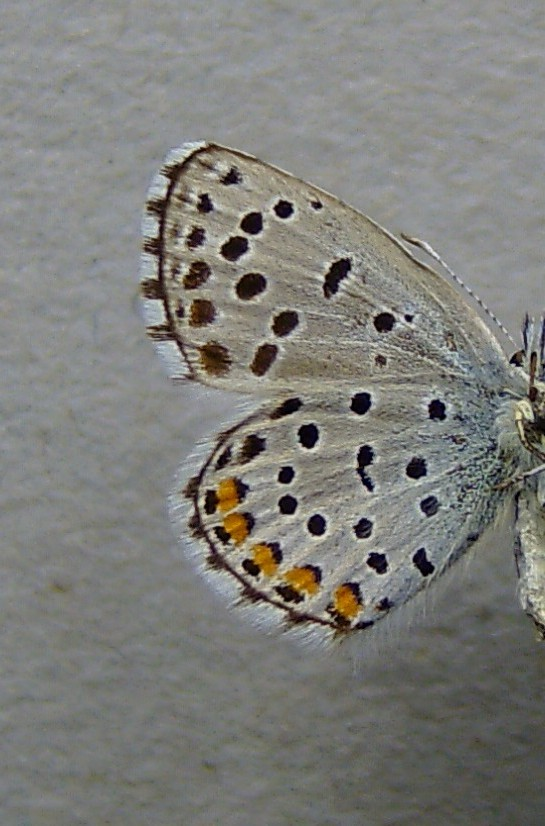
Flügelunterseite des Östlichen Quendelbläulings

Der Östliche Quendelbläuling (Pseudophilotes vicrama) ist ein Schmetterling (Tagfalter) aus der Familie der Bläulinge (Lycaenidae). Der deutsche Name leitet sich von den Nahrungspflanzen der Raupen, den Thymianen (Thymus) ab, die auch als Quendel bezeichnet werden.

## Merkmale

### Falter
Die Falter erreichen eine Flügelspannweite von etwa 22 bis 29 Millimetern. Ihre Flügeloberseite ist bei den Männchen graublau gefärbt. Die Flügeloberseite der Weibchen ist dunkler und nur am Flügelansatz blau bestäubt. Beide Geschlechter haben eine schwärzliche Submarginalregion und kleine, halbmondähnliche Flecke auf jedem Flügel sowie am Flügelrand abwechselnd schwarz und weiß gefärbte Fransen. Die Flügelunterseiten der Vorderflügel sind von hell blaugrauer Färbung und haben mehrere große, schwarze Flecke, die hell umrandet sind. Auf den Hinterflügelunterseiten befindet sich nahe am Außenrand eine Reihe aus mehreren orangefarbigen Flecken, die seitlich schwarz gesäumt sind.

### Ähnliche Arten
- Der Fetthennen-Bläuling (Scolitantides orion) ist größer und insgesamt dunkler gefärbt.
- Eindeutiges Unterscheidungsmerkmal zu Pseudophilotes panoptes ist dessen alleiniges Vorkommen auf der Iberischen Halbinsel, so dass es keine geographische Überlappung mit vicrama gibt. Auch hat diese Art blasser orangefarbige Flecke auf der Hinterflügelunterseite.
- Der überwiegend in Südspanien und Nordafrika vorkommenden Art Pseudophilotes abencerragus fehlen die orangefarbigen Flecke auf der Hinterflügelunterseite gänzlich.
- Eine außerordentlich ähnliche Art ist der Graublaue Bläuling (Pseudophilotes baton), der gelegentlich auch als „Westlicher Quendel-Bläuling“ bezeichnet wird. Dieser ähnelt vicrama äußerlich so sehr, dass eine eindeutige Bestimmung nur unter Zuhilfenahme genitalmorphologischer Merkmale möglich ist. Da der Östliche Quendelbläuling jedoch, wie auch der deutsche Name andeutet, mehr in östlichen Regionen anzutreffen ist, kann auch hier das jeweilige geographische Auftreten bei der Zuordnung hilfreich sein.

## Vorkommen
Der Östliche Quendelbläuling ist von Südfinnland durch Osteuropa, den Balkan, die Türkei, Zentralasien, Tian Shan und Teilen Chinas verbreitet. Die Tiere bevorzugen Trockengebiete mit niedriger Vegetation, Waldlichtungen sowie felsiges Gelände.

## Lebensweise
Die Falter fliegen in den meisten Regionen jährlich in zwei Generationen von April bis Juni und wieder von Juli bis August. In den Alpen entwickelt sich hingegen nur eine Generation, die im Juni und Juli fliegt. Die Weibchen legen ihre Eier auf die Blüten der Futterpflanzen. Für die Entwicklung benötigen die Raupen viel Wärme und Sonnenlicht. Sie ernähren sich von den Blüten und Früchten von Thymian- und Bohnenkrautarten (Satureja). Wie viele Bläulingsarten leben auch die Raupen des Östlichen Quendelbläulings während eines Teils ihrer Entwicklung myrmekophil in Symbiose mit Ameisen (Formicidae).

## Gefährdung und Schutz
In Deutschland kommt die Art in der ssp. schiffermuelleri (Hemming, 1929) in Brandenburg und Sachsen vor und wird auf der Roten Liste gefährdeter Arten in Kategorie 1 (Vom Aussterben bedroht) geführt.